# 安倍中河内川
安倍中河内川（あべなかごうちがわ）は、静岡県静岡市葵区の山間部を流れる安倍川水系で静岡県管轄の一級河川である。一般的に中河内川とも呼ぶ。

## 地理
静岡県静岡市葵区口坂本付近に源を発し南流。静岡市葵区俵沢にて安倍川に注ぐ。一級河川としての起点は静岡県静岡市葵区口坂本字東下597番地。安倍川支流の中では流路延長が2番目に長い河川である。鮎釣りのシーズンには釣り人が多く、夏はキャンプやバーベキューを楽しむ人で賑わう。

## 沿革
- 1971年（昭和46年）4月1日：一級河川に指定

## 橋梁
- 長熊橋（静岡県道27号（安倍街道））
- 玉川橋（〃）
- 金久保橋（〃）
- 西山橋（〃）